# ادیهالی، ماندیا
ادیهالی، ماندیا (به انگلیسی: Addihalli, Mandya) در هند است که در کارناتاکا واقع شده‌است.